# نصر عبد العزيز
نصر عبد العزيز فنان تشكيلي فلسطيني (مواليد الخليل عام 1941). يعيش حالياً بعمّان. درس الهندسة المعمارية في موسكو لمدة سنتين . ثمَّ درس الفنون الجميلة بالقاهرة (1963 – 1968). حصل على جائِزة تقديرية في التصوير في بينالي دول البحر المتوسط عام 1969 . عمل مُصمماً للديكور في التلفزيون الأردني (1968 – 1974). أقام معرضه الشخصي الأول عام 1972 . درس فن الصور المتحركة في لندن عام 1970 . ودرس التصميم في لندن عام 1974 . حصل على دبلوم الدراسات العليا في الإخراج السينمائي من المعهد العالي للسينما بالقاهرة عام 1980. عمل مراقباً للخدمات الإنتاجية في تلفزيون دبي منذ عام 1974 وحتى 1997 . شارك في عشرات المعارض الجماعية منذ عام 1965 . وحصل عام 1965 على جائزة اقتناء من صالون القاهرة الرابع والأربعين عن لوحته الشهيرة (جنازة قطَّة).